# Charlotte de Rohan

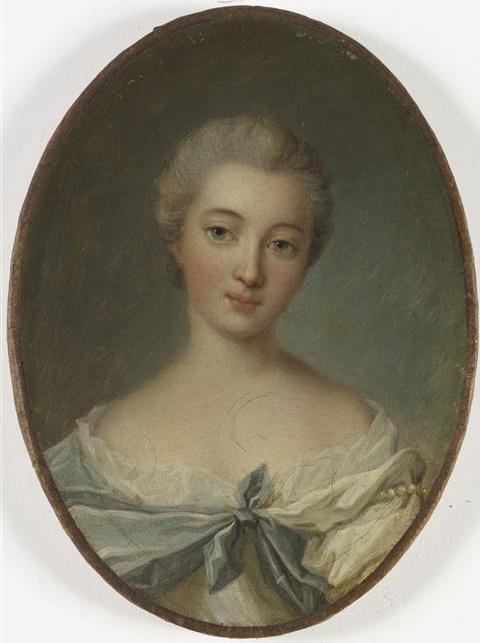
Charlotte de Rohan

Charlotte de Rohan, född 1737, död 1760, var en fransk prinsessa, prinsessa de Condé; gift i Versailles 3 maj 1753 med Louis Joseph av Bourbon. 
Hon var dotter till prins Charles de Rohan av Soubise och Anne Marie Louise de La Tour d'Auvergne och halvsyster till Victoire de Rohan. Som medlem av släkten Rohan, som påstod sig härstamma från hertigarna av Bretagne, hade hon rang av Utländsk Höghet.
Hon innehade personligen titlarna markisinna av Gordes, grevinna av Moncha, vicomtess av Guignen och dam av Annonay, vilka hon medförde till makens familj. Vid hovet hade hon rang direkt efter drottningen och kungens döttrar, hertiginnan av Orléans och Bathilde av Orléans. 
Hon beskrivs som kultiverad, attraktiv och intresserad av välgörenhet. Hon avled efter en lång tids sjukdom.    